# 偏差 (统计学)
在统计学中，偏差（英語：bias）是指会导致结果与事实之间存在差异的系统性倾向。数据分析的许多过程，包括数据的来源、选择的估计量和分析数据的方式，都可能存在偏差。例如：
- 有偏采样是对总样本集非平等采样。有偏采样会难以分析或引起不准确甚至错误的推断。
- 有偏估计则是指高估或低估要估计的量。有偏估计在某些情况下也有一些好的特性，例如较小的方差。

在觀察性研究中，包括流行病學，偏差代表研究觀察到的結果與真實值有所差距。